# Badger (Alaska)
Badger es una lugar designado por el censo situado en el borough de Fairbanks North Star en el estado estadounidense de Alaska. Según el censo de 2010 tenía una población de 19 482 habitantes.

## Demografía
Según el censo de 2010, Badger tenía una población en la que el 83,8% eran blancos, 2,7% afroamericanos, 4,9% amerindios, 1,7% asiáticos, 0,2% isleños del Pacífico, el 0,9% de otras razas, y el 5,8% pertenecían a dos o más razas. Del total de la población el 4,5% eran hispanos o latinos de cualquier raza.